# Die Mühle
Die Mühle ist ein Jugendthriller (Outdoor-All-Ages-Thriller ab 14 Jahren) der deutschen Schriftstellerin Elisabeth Herrmann aus dem Jahr 2016. Das Buch taucht mehrfach in den Spiegel-Bestsellerlisten Belletristik auf.

## Handlung
Die Geschichte beginnt in Berlin. Lana, die an der Humboldt-Universität Psychologie studiert, begegnet dem Frauenschwarm Johnny, der an ihrer ehemaligen Schule der von allen bewunderten und elitären wie intriganten Court-Clique angehörte. Johnny erkennt in ihr die Mitschülerin wieder, die damals zwei Klassenstufen unter ihm war. Da er verhindert ist, schenkt er ihr ein Bahnticket für ein Wochenendtrip nach Karlsbad in Tschechien, wo sich seine Clique treffen will.
Lana kommt bei Dunkelheit in Karlsbad an und checkt im luxuriösen Grandhotel Pupp ein. Ein unbekannter Gönner hat alles bezahlt und für die siebenköpfige Gruppe einen Ausflug in den nahe gelegenen Kaiserwald, als Teil der Bergkette Böhmerwald, organisiert. Die anderen Mitglieder der Court-Clique sind irritiert, dass Johnny nicht selbst erscheint und begegnen Lana misstrauisch und teilweise auch mit Verachtung. Sie betrachten Lana als Außenseiterin. Am nächsten Morgen brechen die sieben jungen Leute in Richtung der Felsformation „versteinerter Hochzeitszug“, auch bekannt als Hans-Heiling-Felsen oder auf Tschechisch Svatošské skály, auf. Dort soll sich eine schwarze Mühle befinden, wo weitere Aufgaben auf die Gruppenmitglieder warten. Sie werden von einer Limousine zu einem Picknick im Wald abgeholt. Es kommt zur ersten lebensgefährlichen Situation: die schmale Hängeseilbrücke, die über den reißenden Fluss Eger (tschech. Ohře) führt, bricht zusammen, so dass ihr Rückweg abgeschnitten ist. Außerdem haben die Mitglieder der Court-Clique dort nur partiellen Mobilfunkempfang und sind der Bergwildnis ausgeliefert.
Die Mühle, auf einem Plateau zwischen Felsen und Wald, in der die Gruppe Zuflucht sucht, wird auch von einem verborgenen Täter heimgesucht, der zunächst geheimnisvolle Botschaften hinterlässt, seine perfiden Katz-und-Maus-Psychospiele treibt und die Gruppe ängstigt.
Oben auf dem Mahlboden der Mühle finden sich sieben Matratzen und mit Namen versehene Kopfkissen. Dann verschwinden Tom und Stephan plötzlich. Während Tom verletzt wieder auftaucht, gibt es von Stephan keine Spur.
Lana entdeckt am Ufer des Sees ein Handy, welches für einen kurzen Moment eine SMS mit der Botschaft „Sie wird nicht weit kommen mit ihren Lügen. Wir machen sie …“ empfängt und kurze Zeit später die Wasserleiche von Joshua.
Nachdem die Gruppe in der Dunkelheit nach ihr sucht, bleibt sie jedoch verschwunden.
In der Mühle findet sich ein Brief mit den Worten „Mögen die Spiele beginnen. Jetzt.“. Durch Gesellschaftsspiele „Wahrheit oder Pflicht“ und Flaschendrehen kommen die inneren Konflikte der Court-Clique und der wahre Charakter zum Vorschein.
Dann taucht eine geheimnisvolle Geburtstagstorte mit der Zuckergussaufschrift „Happy Birthday, Melanie“ und 18 Kerzen auf.
Die Gruppe teilt sich auf. Während Siri und Franziska in der Mühle verbleiben, brechen Lana, Cattie und Tom auf, um nach einem alternativen Übergang über den Fluss nach Karlsbad zu suchen. Aus dem schönen Spätsommerwetter wird ein schweres Unwetter. Es kommt zu einem Erdrutsch, bei dem Tom und Cattie ums Leben kommen.
Lana eilt zur Mühle zurück. Dort kann sie im letzten Moment Franziska befreien, bevor sie von dem Mechanismus der Mühle, der von einem Unbekannten in Gang gesetzt wurde, erdrückt worden wäre. Die beiden entdecken, dass die Mühle verwanzt ist und dass Geheimgänge existieren.
Die Mörderin mit der Axt ist die halbblinde ehemalige Chemielehrerin Birgit Breitenbach, Verlobte des Lehrers Markus Leonhardt, der durch die Lügen der Court-Clique in den Selbstmord getrieben wurde.

## Figuren
- „Lana“ alias Helena Thalmann (20 Jahre): Protagonistin der Geschichte. Lana kommt aus der hessischen Kleinstadt L. Sie ist Kosmopolitin, da ihr Vater berufsbedingt mit der Familie häufig den Wohnort im Ausland wechselte. Die häufigen Umzüge führen dazu, dass Lana keine Freundschaften mit Gleichaltrigen schließen konnte.
- Johann „Johnny“ Paul Maximilian von Curtius: Lanas Schwarm, Mitglied der Court-Clique.
- Joshua: bipolarer[5] „King“ und Womanizer, Profi-Leistungssportler und Mitglied der Court-Clique.
- Siri: Mitglied der Court-Clique. Die narzisstisch veranlagte „Eisprinzessin“ erinnert an ein Mannequin aus Germany’s Next Topmodel.
- Stephan: humorloser Hipster und Mitglied der Court-Clique.
- Tom: arroganter und egozentrischer Melancholiker. Mitglied der Court-Clique.
- Franziska: eifersüchtiges Mitglied der Court-Clique. Sie verhält sich Lana gegenüber am Anfang noch am freundlichsten.
- „Cattie“ Katharina: alkoholabhängige Businessfrau und Mitglied der Court-Clique.
- Birgit Breitenbach: Chemielehrerin und Mörderin.

## Sprachstil
„The Court - das waren die Coolen. Die Unerreichbaren. Die Helden von Lanas Schulzeit. Wie kann es sein, dass ausgerechnet Lana an eine Einladung zu einem Kurztrip mit der Überflieger-Clique kommt? Jahre, nachdem sie alle ihre alte Schule verlassen haben? Die Kings und Queens der coolen Clique sind zwar wenig begeistert, als Lana statt ihres siebten Mitglieds bei ihrem Treffen auftaucht. Aber dann überschlagen sich die Ereignisse. Der Trip führt die Clique in eine alte abgelegene Mühle, umgeben von Wildnis. Alles hier scheint für sie vorbereitet zu sein. Nur wer hat eigentlich die Einladungen verschickt? Wer begrüßt sie mit schriftlichen Botschaften, hat seltsame Spiele für sie organisiert? Als der erste der Freunde verschwindet, bricht Panik in der Gruppe aus.“

Die Geschichte ist aus der Ich-Perspektive der Lana erzählt, die wie durch einen Zufall in den Ausflug in die Bergwälder von Karlsbad mit hineingezogen wird.
Das Buch beginnt mit dem Satz, „Ich hatte Johnny bis zu dem Tag, an dem er mir vor die Füße fiel, nur ein paar Mal aus der Ferne gesehen.“. Die Geschichte ist eine Rückblende auf ein dramatisches Ereignis im Böhmerwald. Auf ein Ereignis, welches die Court-Clique durch ein gemeinsames dunkles Geheimnis vereint. Hass ist die dunkle Seite der Liebe, ist ein zentraler Satz gegen Ende des Buches.

## Rezensionen
Elisabeth Herrmann arbeitet in dem temporeich, atmosphärisch dichten und spannend geschriebenen Roman, der wie ein modernes grausames Märchen klingen soll, weniger mit blutigen Schockmomenten als mit psychologischer Raffinesse.
"„Ihren erneuten Ausflug ins Reich der Jugendbücher sieht man beim Lesen schon vor sich wie ein Film aus dem Gruselgenre.“"
Der Roman weist dabei gewisse Parallelen zu play2live von Kirsty McKay auf. Einige Rezensenten bemängeln die Tiefe der Figuren, die in ihrem Handeln häufig stereotyp und schablonenhaft eindimensional wirken. 

### Einordnung in das Werk der Autorin
Die Mühle ist der vierte Thriller von Elisabeth Herrmann und steht mit Lilienblut (2010), Schattengrund (2012) und Seefeuer (2014) in einer Reihe von ineinander abgeschlossenen Kriminalromanen für Jugendliche.

## Textausgabe
- Elisabeth Herrmann: Die Mühle. Wahrheit. Lüge. Tod. Thriller. cbj Kinder- u. Taschenbuchverlag. 2016. ISBN 978-3-570-16423-5.